# Nhà thờ chính tòa Modena
Nhà thờ chính tòa Modena (tiếng Ý: Duomo di Modena), ở thành phố Modena, Ý, là một trong số các tòa nhà theo lối kiến trúc Roman quan trọng nhất ở châu Âu. Cùng với Torre Cívica và Piazza Grande, Modena, nhà thờ chính tòa này đã được UNESCO công nhận là di sản thế giới từ năm 1997.

## Việc xây dựng
Việc xây dựng nhà thờ chính tòa này được bắt đầu từ năm 1099, dưới sự chỉ đạo của nhà xây dựng bậc thầy Lanfranco, trên khu đất có mộ của thánh Geminianus, thánh bổn mạng của thành phố Modena. Tại đây, trước kia đã có 2 nhà thờ được xây từ thế kỷ thứ 5, nhưng cả hai đều bị phá hủy. Di hài của thánh Geminianus ngày nay vẫn được trưng bày trong hầm mộ của nhà thờ. Nhà thờ chính tòa hiện nay được giáo hoàng Lucius III thánh hiến ngày 12.7.1184.

## Việc trang trí
Sau công trình xây dựng của Lanfranco, nhà thờ này được Anselmo da Campione và các người kế thừa ông ta trang trí, những người gọi là "Campionese-masters" (các thợ bậc thầy của Campione). Vì thế, mặt ngoài nhà thờ này biểu lộ nhiều lối kiến trúc khác nhau. Các cửa sổ kính màu uy nghi được Anselmo lắp đặt trong thế kỷ 13, trong khi 2 tượng sư tử đỡ 2 cột ở lối vào nhà thờ thuộc thời La Mã cổ.

## Mặt ngoài
Mặt ngoài nhà thờ nổi tiếng về các hình đắp nổi của Wiligelmus, người đồng thời với Lanfranco. Các hình đắp nổi này gồm các tiên tri và các tổ phụ, cùng các cảnh trong Kinh Thánh, tuyệt phẩm của lối điêu khắc Roman. Các học giả đã chỉ ra các thành tựu lộng lẫy của việc tạo dựng Adam và Eve, tội nguyên tổ và chuyện Noah (người sống sót sau trận lụt Hồng thủy).

Hình nổi của Wiligelmus mô tả Adam và Eve

Các cổng bên hông nhà thờ cũng đáng chú ý. Ở Piazza Grande, Porta Regia ("Cổng hoàng gia"), cũng do người xứ campione, và cổng ngắn hơn Porta dei Principi ("Cổng hoàng tử"), được trang trí bằng hình nổi mô tả các cảnh đời thánh Geminianus, do người học trò của Wiligelmus thực hiện. Ở cạnh phía bắc, Porta della Pescheria ("Cổng chợ cá"), với các hình nổi gợi lại chu kỳ 12 tháng trong năm.

## Bên trong
Bên trong nhà thờ được chia làm 3 gian dọc. Giữa gian chính và hầm mộ là một tường góc lan can (parapet) bằng cẩm thạch, với bức tranh mô tả Cuộc thương khó của Giêsu do nghệ sĩ Anselmo da Campione vẽ và bức tranh Bữa ăn tối cuối cùng. Tòa giảng do Arrigo da Campione làm, trang trí bằng các tượng đất nung. Thánh giá bằng gỗ từ thế kỷ 14 của nhà thờ cũng nổi tiếng.
Nhà thờ chính tòa Modenna cũng có 2 tranh vẽ cảnh Chúa Giêsu giáng sinh do 2 nghệ sĩ lớn của thành phố Modena: một do Antonio Begarelli vẽ năm 1527, và một ở gian hầm mộ do nhà điêu khắc Guido Mazzoni làm năm 1480.
Tháp Torre Cívica thuộc nhà thờ chính tòa Modena, cũng là 1 di sản thế giới.
Gần đây, tang lễ của ca sĩ giọng nam cao nổi tiếng Luciano Pavarotti, sinh tại Modena đã được cử hành trong nhà thờ này.